# گودوین (داکوتای جنوبی)
گودوین(به انگلیسی: Goodwin) شهری در ایالت داکوتای جنوبی کشور ایالات متحده آمریکا است که جمعیت آن در سرشماری سال ۲۰۱۰ میلادی، ۱۴۶ نفر بوده‌است.